# A.C.D. Trissino-Valdagno
Associazione Calcio Dilettantistica Trissino-Valdagno là một câu lạc bộ bóng đá Ý có trụ sở tại Trissino và Valdagno, Veneto.

## Lịch sử

### Trissino-Valdagno
Câu lạc bộ được thành lập vào năm 2012 sau khi sáp nhập giữa ACD Trissino và AC Nuova Valdagno.
Câu lạc bộ đã bị giải thể vào năm 2014 sau khi sáp nhập với SSD Calcio Marano, thành lập FCD Altovicentino.

### Trước khi sáp nhập

#### Trissino
AC Trissino được thành lập vào năm 1924, sau đó đổi tên thành ACD Trissino, với tên này trong mùa 2011-12 đã giành được danh hiệu Eccellenza Veneto / A và do đó được thăng hạng lên Serie D.

#### Nuova Valdagno
Dopolavoro Aziendale Marzotto (DAM) Valdagno được thành lập vào năm 1926, sau đó đổi tên thành AC Marzotto (sau công ty Marzotto, chủ sở hữu của đội vào thời điểm đó) và với tên này đã trải qua 10 mùa giải ở Serie B. Câu lạc bộ sau đó được đổi tên thành AC Valdagno.
Phía được giới thiệu là AC Nuova Valdagno vào năm 1998. Trong mùa giải trước, đội đã giành được Promozione và được thăng hạng Eccellenza Veneto. Vào mùa hè 2012, họ đã bán suất tham dự Eccellenza cho câu lạc bộ ASD Nuovo Calcio Grancona, sau đó được đổi tên thành ASD Boca Ascesa Val Liona.

## Màu sắc và huy hiệu
Màu sắc của đội là trắng, đỏ và xanh nhạt.